# The Black Viper
The Black Viper (deutsch: Die schwarze Viper) ist ein US-amerikanischer Kriminalfilm der Regisseure David W. Griffith und Wallace McCutcheon jr. aus dem Jahr 1908. Der Stummfilm wurde von der Biograph Company produziert und vertrieben.

## Handlung
Jenny, eine Arbeiterin der örtlichen Mühle, verlässt zum Feierabend als eine der letzten Beschäftigten den Betrieb. Sie wird am Ausgang von der „schwarzen Viper“ erwartet, einem gewalttätigen Bandenmitglied. Er bedrängt Jenny, doch diese weist ihn zurück und wird daraufhin von ihm niedergeschlagen. Während Jenny am Boden liegt und die Viper auf sie eintritt, erscheint Jennys Freund Mike zu ihrer Rettung. Mike verprügelt den Angreifer, der dem Paar Rache schwört.
Am Abend gehen Jenny und Mike spazieren. Die Viper hat sich mittlerweile der Unterstützung seiner Bandenmitglieder bei der Durchführung eines Racheplans versichert. Sie verfolgen das Paar in einem Pferdewagen bis zu einem einsamen, abgelegenen Ort. Dort fallen sie gemeinsam über ihre Opfer her. Mike wird überwältigt, gefesselt und entführt, Jenny kann fliehen. Die Bandenmitglieder schaffen den gefesselten und geknebelten Mike auf ihrem Wagen bis zu einem steilen Anstieg und tragen ihn hinauf.
Jenny hat in der Zwischenzeit Helfer informiert, gemeinsam nehmen sie, ebenfalls in einem Pferdewagen, die Verfolgung der Entführer auf. Sie treffen am Abhang ein, den die Entführer mit ihrem Opfer bereits zur Hälfte hinaufgestiegen sind. Während die Retter sich zu Fuß an die weitere Verfolgung machen, werden sie von oben mit Felsbrocken beworfen. Die Entführer vollenden ihren Aufstieg, schaffen Mike in eine Holzhütte und stecken sie in Brand. Mike gelingt es jedoch, seine Fesseln zu durchtrennen und durch eine Luke auf das Dach zu gelangen. Dort wird er von der Viper entdeckt, und es entbrennt ein Kampf zwischen beiden. Schließlich stürzen sie vom Dach auf den Boden und setzen ihren Kampf dort fort. Mike kann die Viper besiegen und ihm sein Messer fortnehmen. Im nächsten Augenblick erscheint Jenny mit den Rettern, bei deren Annäherung die Komplizen der Viper bereits die Flucht ergriffen haben.

## Produktionsnotizen
The Black Viper war die dritte Regie von David W. Griffith für Biograph, im folgenden Monat wurde er als Regisseur fest angestellt. Für seinen hier noch einmal als Koregisseur eingesetzten Vorgänger Wallace McCutcheon jr. war der Film eine der letzten Regiearbeiten.
Der Film ist ein One-Reeler auf 35-mm-Film mit einer Länge von 724 Fuß. Er wurde vollständig außerhalb des Studios in und um Shadyside, dem südlichsten Ortsteil von Edgewater, New Jersey gedreht.
The Black Viper wurde erstmals am 21. Juli 1908 aufgeführt und Ende des 20. Jahrhunderts auf VHS-Video veröffentlicht.

## Kritik
Am Tag nach der ersten Aufführung erschien in der Moving Picture World eine Rezension des Films mit dem Titel The Black Viper. A Human Serpent Crushed to Earth (deutsch: Die schwarze Viper. Eine menschliche Schlange am Boden zerschmettert). Der Titel sei dem Film angemessen. Dieser sei die Darstellung der finsteren Machenschaften einer der schlangenartigsten und giftigsten Kreaturen in menschlicher Gestalt, die man sich vorstellen könne.
In einem anonymen Leserbrief vom 27. April 1910 an die Moving Picture World, der in der Ausgabe vom 2. Juli 1910 veröffentlicht wurde, nannte der Verfasser 27 Filme, deren öffentliche Aufführung von den Polizeibehörden von Washington, D.C. verboten worden sei. Zu ihnen gehöre auch The Black Viper, auch die anderen Filme thematisierten überwiegend verschiedene Formen der Kriminalität.
Iris Barry, Filmhistorikerin und Kuratorin des Museum of Modern Art, erwähnte The Black Viper nur kurz in ihrer Biografie des Regisseurs und bezeichnete den Film als „nicht besonders interessant“.